# 46737 Anpanman
46737 Anpanman è un asteroide della fascia principale. Scoperto nel 1997, presenta un'orbita caratterizzata da un semiasse maggiore pari a 3,1629978 UA e da un'eccentricità di 0,1281858, inclinata di 2,16036° rispetto all'eclittica.